# Liste der Mitglieder der Deutschen Akademie der Naturforscher Leopoldina/1758
Die Liste der Mitglieder der Deutschen Akademie der Naturforscher Leopoldina für 1758 enthält alle Personen, die im Jahr 1758 zum Mitglied ernannt wurden. Insgesamt gab es drei neu gewählte Mitglieder.

## Mitglieder
| Nr. | Name                       | Beiname            | Geboren       | Aufnahme | Gestorben     | Bild                                                                                               | Datenbank |
| --- | -------------------------- | ------------------ | ------------- | -------- | ------------- | -------------------------------------------------------------------------------------------------- | --------- |
| 622 | Johann Siegmund Popowitsch | Demosthenes        | 9. Feb. 1705  | 20. Jul. | 21. Nov. 1774 | Johann Siegmund Popowitsch.                                                                        | 2495      |
| 623 | Georg Dionysius Ehret      | Aemilius Macer II. | 30. Jan. 1708 | 10. Sep. | 9. Sep. 1770  | Porträt von Georg Dionysius Ehret veröffentlicht im Werk Plantae selectae von Christoph Jakob Trew | 2598      |
| 624 | Wolfgang Jakob Müllner     | Philomusus         | 1701          | 12. Okt. | 3. Feb. 1779  | | 5775      |

## Hinweis zu den Lebensdaten
In der Liste sind zunächst die Lebensdaten gemäß Archiv der Leopoldina aufgenommen. Diese beziehen sich auf die Angaben gem. Neigebaur (1860) und Ule (1889). Die Lebensdaten im Namensartikel können daher von den Lebensdaten in der Liste abweichen.